# 25381 Jerrynelson
25381 Jerrynelson este un asteroid din centura principală de asteroizi.

## Descriere
25381 Jerrynelson este un asteroid din centura principală de asteroizi. A fost descoperit pe 15 octombrie 1999 la Socorro, New Mexico, în cadrul proiectului LINEAR. Asteroidul prezintă o orbită caracterizată de o semiaxă mare de 2,40 ua, o excentricitate de 0,18 și o înclinație de 4,4° în raport cu ecliptica.